# Ion C. Brătianu
Ion C. Brătianu (n. 2 iunie 1821, Pitești, Țara Românească – d. 16 mai 1891, Ștefănești, Argeș, România) a fost un om politic român, ministru cu diferite portofolii în varii guverne,  cel de-al paisprezecelea  premier al României,  fratele lui Dumitru C. Brătianu și tatăl lui Ion I.C. Brătianu.
A fost membru de onoare (din 1888) al Academiei Române.

## Biografie

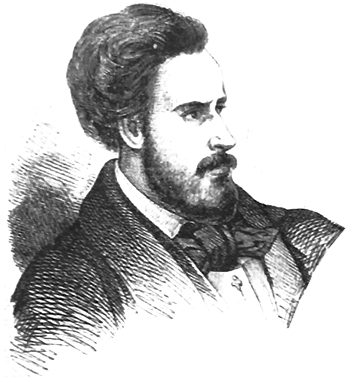
Ion C. Brătianu, anul 1848.

Ion C. Brătianu s-a născut în anul 1821 și a fost fiul lui Constantin „Dincă” Brătianu și al Anei Brătianu (n. Tigveanu). A urmat cursurile primare la Pitești avându-l ca dascăl pe Nicolae Simonide. A intrat în armata munteană în 1838 și a vizitat Parisul pentru a studia.  Întors în Muntenia, a luat parte, împreună cu prietenul său, C.A. Rosetti și alți politicieni proeminenți, la rebeliunea română din 1848, fiind prefect al poliției în guvernul provizoriu al acelui an.
După restaurarea rusească și otomană, la puțin timp după aceea, s-a mutat în exil, refugiindu-se la Paris, dorind să influențeze opinia publică franceză în favoarea uniunii propuse și autonomia principatelor dunărene.
A fost inițiat în francmasonerie ca și fratele său, Dumitru Brătianu în 1846 la Paris, în Loja Ateneul Străinilor, după care se afiliază Lojii Trandafirul Perfectei Tăceri, în care i se acordă, la 14 iulie 1847, gradul de Maestru. În 1848 era afiliat Lojii bucureștene Frăția, apoi se reîntoarce la Paris, unde va fi arestat după câțiva ani pentru participare la atentatul împotriva lui Napoleon al III-lea. Se întoarce la București și fondează, în 1857, alături de alți frați reveniți și ei din exil, Loja Steaua Dunării.
În timpul domniei lui Alexandru Ioan Cuza (1859-1866), Brătianu  a fost un lider liberal proeminent. A asistat în 1866 la demiterea lui Cuza, fiind unul dintre liderii Coaliției Monstruoase și la alegerea Prințului Carol I al României, sub domnia căruia a avut mai multe mandate ministeriale în următorii patru ani. A fost arestat pentru complicitate în revoluția din 1870, dar eliberat la scurt timp.
În 1876, ajutat de Constantin A. Rosetti, a format un  cabinet liberal, care a rămas la putere până în 1888, fiind ministru în timpul Războiul Ruso-Turc din 1877, Congresului de la Berlin, formarea Regatului Român, revizuirea constituției și alte reforme.
După 1883, Brătianu a fost singurul lider al liberalilor, cu ajutorul lui C.A. Rosetti, prietenul și aliatul politic al său timp de aproape patruzeci de ani.
În afară de a fi un politician important al României în timpul anilor critici 1876–1888, Ion C. Brătianu fost și scriitor.  Pamfletele sale politice în franceză: Mémoire sur l'empire d'Autriche dans la question d'Orient (1855), Réflexions sur la situation (1856), Mémoire sur la situation de la Moldavie depuis le traité de Paris (1857) și La Question religieuse en Roumanie (1866) au fost bine primite la Paris.
În anul 1886 a avut loc atentatul împotriva primului ministru Ion C. Brătianu în timp ce mergea agale pe jos, pe o stradă in București, împreună cu Constantin F. Robescu deputat și viitor primar al Capitalei. Atentatul a eșuat iar agentul secret care îi însoțea pe cei doi l-a arestat pe agresor.  
În afară de Stoica Alexandrescu (agresorul) au mai fost arestați Gh. Protopopescu, Pompiliu Stănescu, agent electoral, și Iordache Tănăsescu, cel care i l-a arătat ex-râmniceanului pe Brătianu. Dacă Stoica Alexandrescu a fost condamnat la 20 de ani de muncă silnică, Iordache Tănăsescu a fost trimis pentru un an la închisoare corecțională.
Ion C. Brătianu a avut idei antisemite, dând legi discriminatorii și exilând o varietate de intelectuali evrei. Cel mai cunoscut intelectual evreu exilat de Brătianu a fost Moses Gaster, la inițiativa lui Dimitrie A. Sturdza.

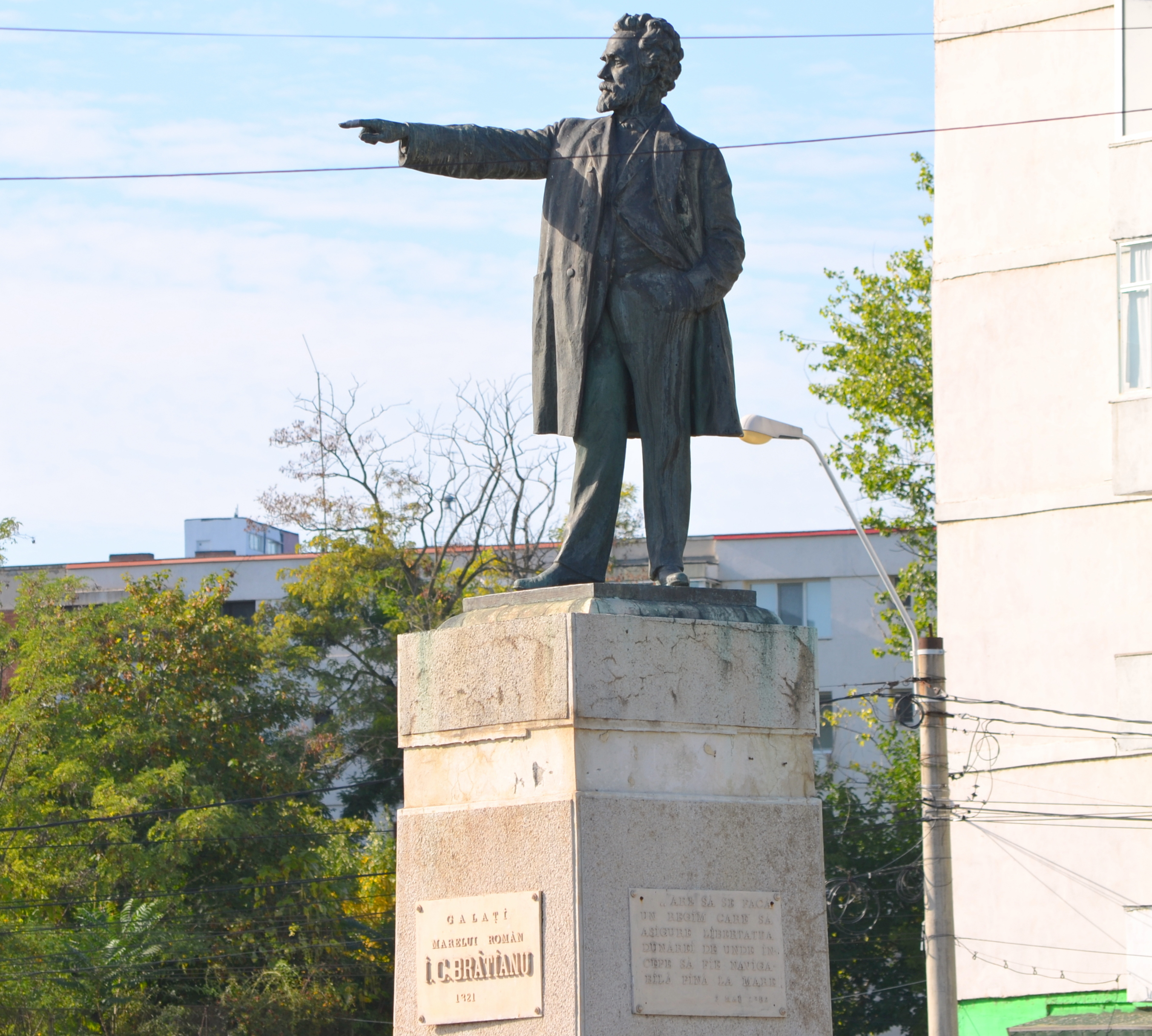
Statuia lui Ion C. Brătianu din Galați

### Implicarea în aducerea unui principe străin în țară
Președintele Consiliului de Miniștri, Ion Ghica a propus ca Filip de Flandra, fratele regelui Leopold II al Belgiei să fie domn al României, iar parlamentul l-a aclamat ca domn și a depus jurământul de credință față de noul domnitor, iar o delegație avea obligația de a merge în Belgia pentru a-i oferi tronul României. Însă, Napoleon al III-lea nu ar fi fost de acord, deoarece Filip de Flandra aparținea familiei de Orléans, pretendentă la tronul Franței. Astfel, ministrul de externe al Belgiei a afirmat că Flandra nu acceptă calitatea de principe al României.
După refuzul prințului Filip de a fi principele României, Ion C. Brătianu avea sarcina de a găsi un principe străin. Astfel, Brătianu s-a deplasat la Düsseldorf pe 19/31 martie 1866 și a avut o discuție cu principele Karl Anton de Hohenzollern-Sigmaringen, guvernatorul Renaniei și cu cel de-al doilea fiul al său, Carol. Ion C. Brătianu i-a cerut tânărului Carol să devină domnitorul României. Carol nu i-a oferit un răspuns hotărât, însă el a fost ales ca domn al României printr-un plebiscit în aprilie 1866.

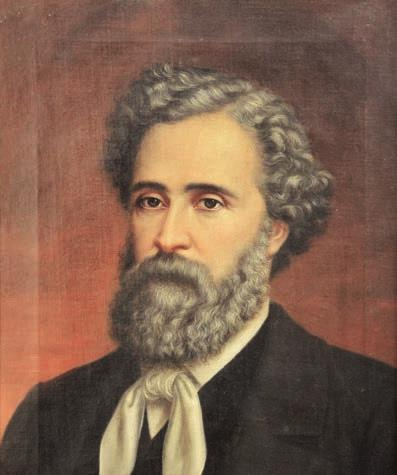
I.C. Brătianu
(portret de Mișu Popp)

## Copii

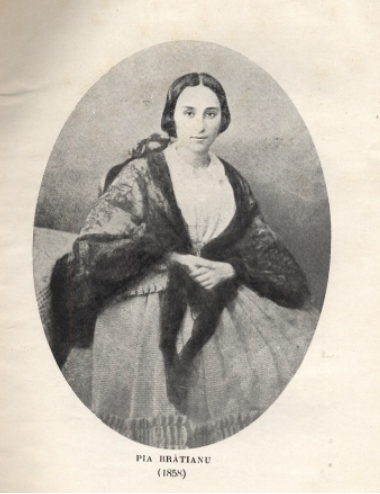
Caliopi-Pia Pleșoianu în 1858, la căsătoria cu Ion C. Brătianu

A avut opt copii împreună cu Pia Brătianu:
- Florica, decedată la vârsta de 3 ani
- Sabina (1863-1941), căsătorită cu doctorul Constantin Cantacuzino
- Ion (1864-1927), de cinci ori prim-ministru, cel mai mare om politic și de stat al României
- Constantin (1867-1950), inginer constructor și agronom, ultimul președinte al PNL
- Vintilă (1867-1930), prim-ministru, primar modernizator al Capitalei
- Maria (1868-1945), mama poetului Ion Pillat
- Tatiana (1870-1940), căsătorită cu Ion I. Niculescu-Dorobantu
- Pia (1872-1946), căsătorită Alimăneșteanu.[15]